# Hypobathrum gracile
Hypobathrum gracile là một loài thực vật có hoa trong họ Thiến thảo. Loài này được (Korth.) Mulyan. & Ridsdale mô tả khoa học đầu tiên năm 2002.